# 杜布利亞內
杜布利亞內（羅馬化：Dubliany）是烏克蘭的城市，位於該國西部，距離首府利維夫7公里，由利維夫州負責管轄，始建於1468年，面積4.95平方公里，2022年人口9,748。第二次世界大戰期間，納粹德國在1941至1944年佔領該市。
49°53′46″N 24°5′33″E / 49.89611°N 24.09250°E